# Culture lusacienne
Subdivisions
La culture lusacienne est une culture préhistorique qui doit son nom à la Lusace, région géographique du nord-est de l’Allemagne, aux confins de la Pologne (Silésie) et de la République tchèque (Bohême). Son aire géographique couvre la plus grande partie de la Pologne, une partie de la République tchèque et de la Slovaquie, des parties de l'est de l'Allemagne et une partie de l'Ukraine. Présente à la fin de l'âge du bronze et au début de l'âge du fer, elle couvre les périodes III à V du schéma chronologique du nord de l'Europe proposé par Oscar Montelius. 

## Description

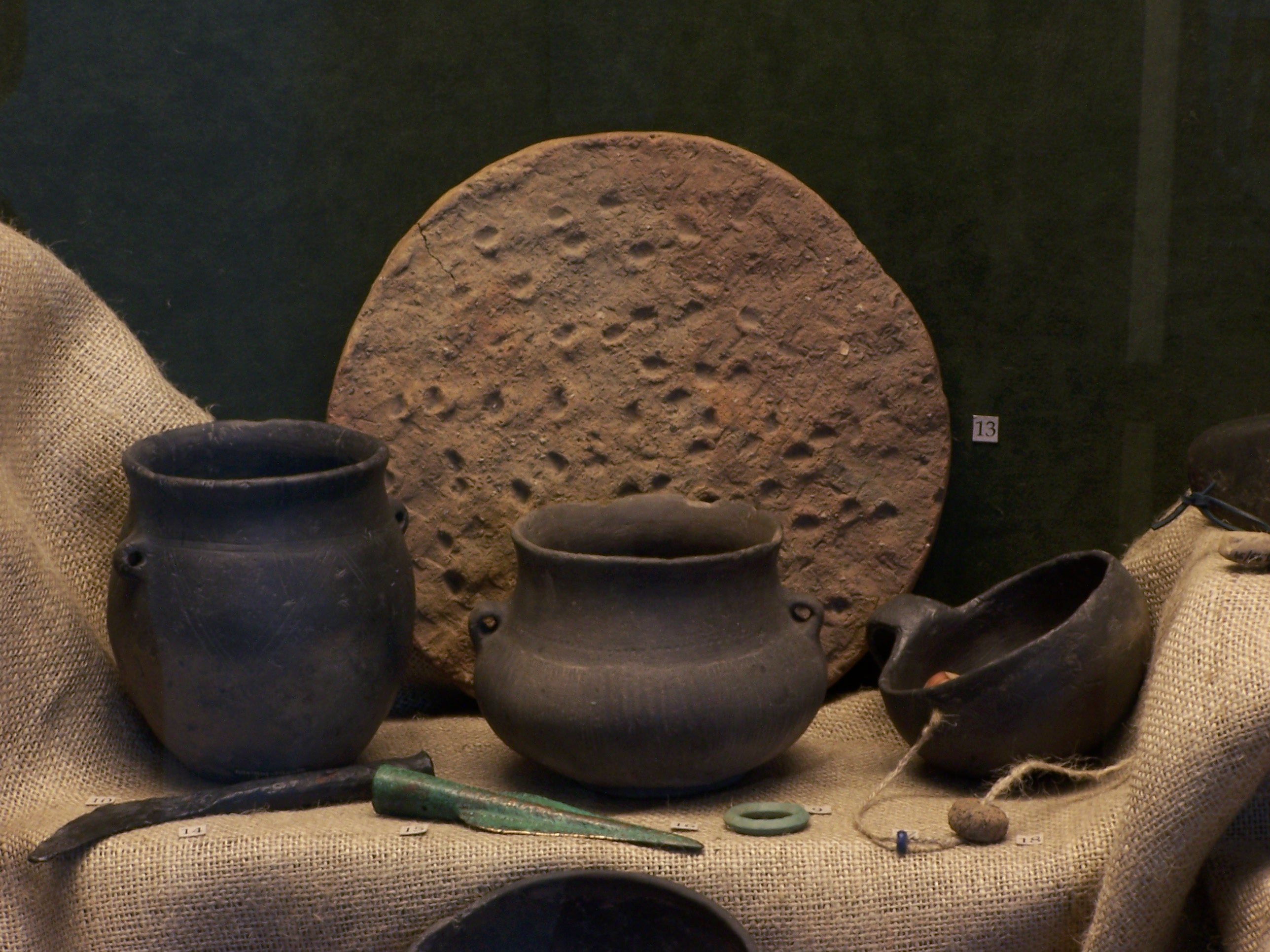
Exemples de poteries de la culture lusacienne

La culture lusacienne se développe, comme la culture Trzciniec qui l'avait précédée, en prenant des influences de l'âge du Bronze moyen et de la culture des tumulus (Hügelgräberkultur), intégrant les communautés locales dans le réseau socio-politique de l'Europe de l'âge du fer. Elle est contemporaine de la civilisation des champs d'urnes, qui s'étend de l'est de la France et du sud de l'Allemagne et de l'Autriche jusqu'à la Hongrie, ainsi que de l'âge du bronze danois que l'on trouve au nord-ouest de l'Allemagne et en Scandinavie. Elle est suivie, à l'ouest, par le premier âge du fer, avec la culture de Billendorf. En Pologne, la culture lusacienne s'étend en partie sur l'âge du Fer (avec une différence terminologique) et est suivie par la culture VIIbc de Montelius dans l'embouchure de la Vistule et par la culture poméranienne dans la partie sud. 

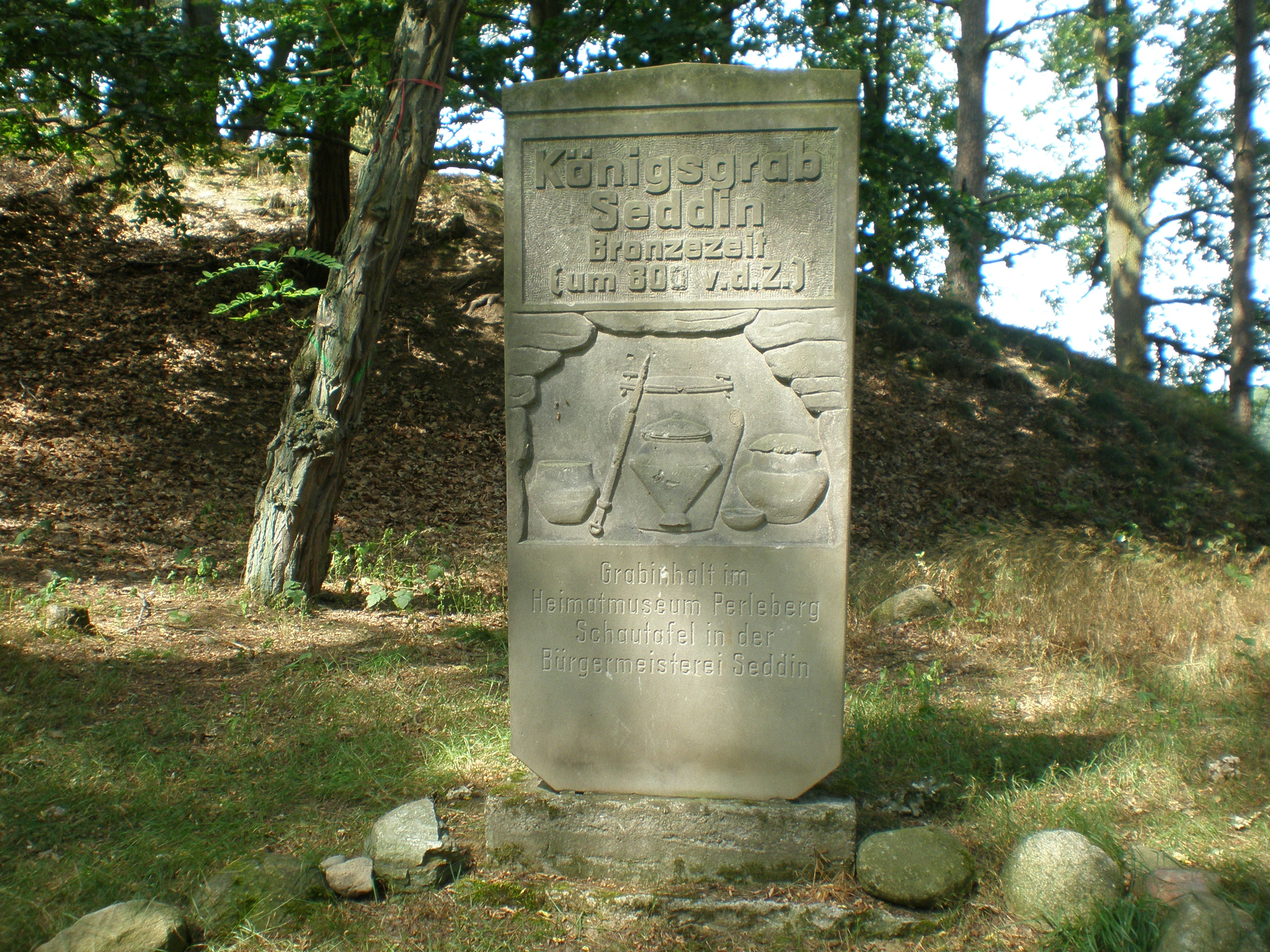
(voir plus de photos sur la tombe et son contenu)

La culture lusacienne est en relation étroite avec l'âge du bronze danois, et l'influence scandinave sur la Poméranie et le nord de la Pologne à cette période est telle que cette région est parfois intégrée dans la culture de l'âge du bronze danois. Les influences de la civilisation de Hallstatt et de La Tène se voient particulièrement dans les ornements (fibules, épingles) et l'armement. 
Les morts étaient le plus souvent incinérés, plus rarement inhumés. L'urne est souvent accompagnée de vaisseaux secondaires, jusqu'à 40. Les offrandes en métal sont rares, mais on trouve de nombreuses provisions (par ex. à Kopaniewo en Poméranie) qui contiennent des éléments métalliques, à la fois en bronze et en or (dépôt d'Eberswalde, Brandebourg). Les tombes contenant des moules, comme à Bataune en Saxe, ou des tuyères, attestent la production d'outils et d'armes en bronze au sein des villages. La tombe « royale » de Seddin (de) (Brandebourg), recouverte d'un large tertre de terre, contenait des objets importés de Méditerranée comme des récipients en bronze et des perles de verre. Les cimetières peuvent être très vastes et contenir des milliers de tombes. 
Les sites les plus connus sont ceux de Biskupin en Pologne et de Buch près de Berlin. On trouve à la fois des villages ouverts et des sites fortifiés (Burg dans les langues germaniques, Grad dans les langues slaves) sur des collines ou dans des zones marécageuses. Les remparts sont faits de pieux comblés avec de la terre ou des pierres. 

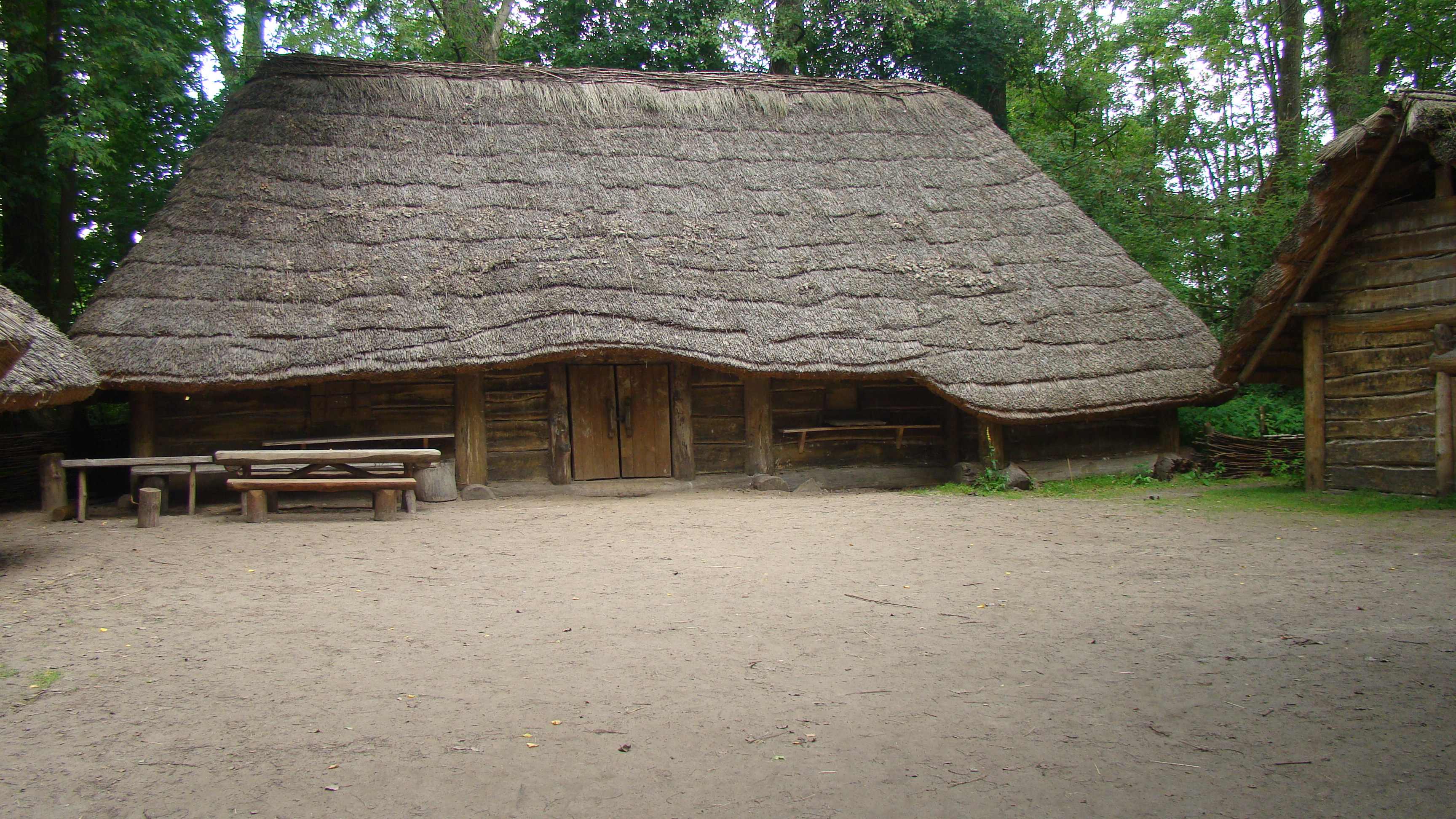
Reconstruction d'une maison de culture lusace

L'économie s'appuyait principalement sur l'agriculture, ce qu'attestent de nombreuses fosses servant à conserver la nourriture. Le blé, l'amidonnier et l'orge formaient l'essentiel des récoltes, avec le millet, le seigle et l'avoine, les pois, les fèves, les lentilles et le sésame d'Allemagne (Camelina sativa). On cultivait le lin, et des restes de pommes, de poires et de prunes domestiques ont été retrouvés. Les bovins et les cochons sont les principaux animaux domestiques, suivis des moutons, des chèvres, des chevaux et des chiens. Des représentations sur des urnes de l'âge du fer provenant de Silésie attestent la pratique de l'équitation, mais les chevaux étaient aussi utilisés pour tirer des chariots. La chasse bien que pratiquée également, vu les os de cerf, de chevreuil, de sanglier, de bison, d'élan, de lièvre, de renard et de loup retrouvés, ne semble pas avoir fourni une quantité importante de nourriture. Les nombreux os de grenouille trouvés à Biskupin laissent penser que ces batraciens étaient consommés. 
Les réserves constituées dans des marécages ont été considérées par certains archéologues tels que Hãnsel comme des offrandes pour les dieux. Les ossements humains retrouvés à cinq mètres de profondeur dans des puits sacrificiels à Lossow (Brandebourg) pourraient provenir de sacrifices humains et peut-être de cannibalisme.

## Interprétations modernes
Les tombes de « type lusacien » sont décrites pour la première fois par le médecin et archéologue allemand Rudolf Virchow (1821-1902). Virchow qualifie leur poterie de « pré-germanique », sans oser se prononcer sur l'identité ethnique de ses fabricants. 
De nombreux auteurs tchèques (Píč, Niederle, Červinka) et polonais (Majewski, Kostrzewski, Kozłowski) ont, pour leur part, affirmé que les Lusaciens étaient des proto-Slaves, tandis que l'archéologue allemand Alfred Götze y voyait des Thraces, et Gustaf Kossinna, d'abord des Carpes, une tribu mentionnée par Zosime, puis des Illyriens.
Aujourd'hui, la plupart des chercheurs ont accepté l'idée de la nature évolutive et multiculturelle des groupes ethniques et ne tentent plus d'identifier les groupes préhistoriques découverts par l'archéologie avec ceux des sources écrites historiques[réf. nécessaire].